# Toyota Sora
Toyota Sora – miejski autobus o napędzie wodorowym, zaprezentowany przez Toyotę na Tokyo Motor Show 2017. Pojazd wyposażono w silnik elektryczny zasilany wodorowymi ogniwami paliwowymi produkcji Toyota Motor Corporation. W autobusie zostały wykorzystane komponenty opracowane pierwotnie do Toyoty Mirai. Nazwa Sora jest skrótem słów Sky (niebo), Ocean (ocean), River (rzeka) i Air (powietrze) i nawiązuje do obiegu wody w przyrodzie. 
Sora korzysta z dwóch zestawów ogniw paliwowych z elektrolitem polimerowym o mocy 155 KM. Autobus jest również wyposażony w system zasilania, może służyć za awaryjne źródło prądu, dostarczając zewnętrznym odbiornikom do 235 kWh energii elektrycznej przy mocy maksymalnej 9 kW.
Pojazd korzysta z systemu automatycznego zatrzymywania się na przystankach. Układ śledzi linię na jezdni i wykorzystując automatyczne sterowanie oraz hamowanie zatrzymuje autobus od 3 do 6 cm od krawędzi przystanku, a także nie więcej niż 10 cm przed lub za wyznaczoną linią zatrzymania. W autobusie zastosowano system monitorowania otoczenia, który bazuje na ośmiu kamerach umieszczonych wewnątrz i na zewnątrz pojazdu. Układ wykrywa pieszych i rowerzystów znajdujących się w najbliższym otoczeniu i ostrzega kierowcę o ich obecności, wykorzystując sygnały dźwiękowe i wizualne. Na wyposażeniu autobusu znajduje się również funkcja kontroli przyspieszenia, która z myślą o bezpieczeństwie stojących pasażerów, zapobiega zbyt gwałtownemu przyspieszaniu. 
Autobus wyposażono w radar i system ostrzegania o kolizji, a także dodatkowe rozwiązanie pozwalające uniknąć zderzenia w czasie skręcenia w prawo, który ostrzega kierowcę o nadjeżdżających pojazdach czy obecności pieszych. Dodatkowy system alarmuje kierującego, kiedy ten nie zacznie hamować zbliżając się do czerwonego światła i dodatkowo wyświetla czas pozostały do zmiany sygnalizacji. A układ Emergency Driving Stop System pozwala pasażerom na awaryjne zatrzymanie pojazdu w sytuacji, gdy na kierowca na przykład zasłabnie.  
Sora współpracuje z systemem ITS Connect, wykorzystującym łączność między pojazdami oraz między pojazdami a infrastrukturą drogową do poprawy bezpieczeństwa jazdy, a także systemami wspierającymi konwoje autobusów oraz zapewniającymi pierwszeństwo na światłach (Public Transportation Priority Systems). Autobusy Toyoty mogą wymieniać się z innymi pojazdami informacjami o ruchu, przechodniach czy zmianach świateł. 
Toyota Sora trafił do sprzedaży w Japonii w 2018 roku. Ponad 100 autobusów znajdzie się we flocie komunikacji publicznej, głównie na terenie Tokio, przed rozpoczęciem Igrzysk Olimpijskich i Paraolimpijskich, które w stolicy Japonii odbędą się w 2020 roku.